# Новикова, Мария Яковлевна
Мари́я Я́ковлевна Но́викова (24 сентября 1921, Саратовская губерния — 19 июня 1995) — телятница совхоза «Фаустово» Воскресенского района Московской области. Герой Социалистического Труда (1966).

## Биография
Мария Новикова родилась в 1921 году на территории современной Саратовской области. По национальности русская.
С 14 лет работала телятницей в совхозе «Фаустово» Воскресенского района Московской области.
После окончания курсов трактористов Мария в годы Великой Отечественной войны работала трактористской и принимала участие в строительстве оборонительных сооружений Москвы, за что была награждена медалью «За оборону Москвы».
После окончания войны вернулася в совхоз и продолжала работать телятницей. Её дневной надой составлял от полутора до двух в сутки нормы.
В 1960-е годы передовик сельского хозяйства М. Я. Новикова неоднократно участвовала в Выставке достижений народного хозяйства СССР (ВДНХ), представляя своих питомцев, которых охотно закупали животноводческие предприятия со всей страны для создания племенного стада. По результатам работы в семилетке (1959—1965) была признана лидером животноводов Московской области.
Указом Президиума Верховного Совета СССР от 22 марта 1966 года телятнице Марии Яковлевне Новиковой было присвоено звание Героя Социалистического Труда с вручением ордена Ленина и золотой медали «Серп и Молот» за достигнутые успехи в развитии животноводства, увеличении производства и заготовок мяса, молока, яиц, шерсти и другой продукции.
В 1988 году М. Я. Новикова удостоена звания «Почётный гражданин Воскресенска».
Скончалась в 1995 году.

## Награды
- Медаль «За оборону Москвы»;
- Герой Социалистического Труда — указом Президиума Верховного Совета СССР от 22 марта 1966 года;
- Орден Ленина, медаль «Серп и Молот» (22 марта 1966).
- «Почётный гражданин Воскресенска» (6 июля 1988).

## Память
- В июне 2014 года на аллее Героев в городе Воскресенске был установлен бюст М. Я. Новиковой.